# Мабика-Каланда, Огюст
Огюст Мабика-Каланда (фр. Auguste Mabika Kalanda; 26 ноября 1932, Mikalayi, округ Лулуа, Бельгийское Конго — 1997) — конголезский государственный деятель, министр иностранных дел Республики Конго (1963).

## Биография
Окончил католический университет в Бельгии, продолжил обучение в сфере политических наук и администрирования.
- 1959—1960 гг. — территориальный администратор Гандаджики,
- 1960 г. — окружной администратор Кабинды,
- 1960—1961 гг. — генеральный комиссар Департамента (Министерства) по делам государственной службы,
- апрель-ноябрь 1963 г. — министр иностранных дел Республики Конго.

В 1961—1963 гг. являлся профессором Национального института политических исследований, в 1961—1968 гг. — Национальной школы права и администрации. Затем работал в Университете Конго и Центре научных исследований и прикладных технологий (CRSAT).
В 1970—1972 гг. — член Политбюро партии Народное движение революции.
- 1979 г. — администратор Национального института социального страхования,
- 1980 г. — директор управления администрации Президента Заира,
- февраль-октябрь 1981 г. — министр внешней торговли,
- 1981—1983 гг. — министр науки и технологий Заира.